# Лъгадинци
Лъгадинци (на гръцки: Λαγκαδιώτες, Лангадиотес, единствено число м. р. Λαγκαδιώτης, Лангадиотис, ж. р. Λαγκαδιώτισσα, Лангадиотиса) са жителите на град Лъгадина (Лангадас), Егейска Македония, Гърция. Това е списък на най-известните от тях.

## Родени в Лъгадина
А — Б — В — Г — Д –
Е — Ж — З — И — Й –
К — Л — М — Н — О –
П — Р — С — Т — У –
Ф — Х — Ц — Ч — Ш –
Щ — Ю — Я

### А
- Агатон Яковидис (1955 - 2020), гръцки певец
- Атанасиос Касас (Αναστάσιος Κασσάς), гръцки андартски деец, агент от трети ред[1]
- Атанасиос Хадзигеоргиу (Αθανάσιος Χαντζηγεωργίου), гръцки андартски деец, агент от трети ред[2]

### Г
- Георгиос Бусьос (Γεώργιος Μπούσιος), гръцки андартски деец, агент от втори ред, учи в гимназия в Халки, след Младотурската революция работи с младотурците в Битоля, по-късно участва във войната в Епир[3]

### Д
- Димитриос Вогяцоглу (Δημήτριος Βογιατζόγλου), гръцки андартски деец, четник[4]
- Димитриос Карамицос или Хадзигеоргиу (Δημήτριος Καραμήτσος ή Χατζηγεωργίου), гръцки андартски деец, четник, убил двама албанци и човек на име Трифон[5]
- Димитриос Икономидис (Δημήτριος Οικονομίδης), гръцки андартски деец, агент от втори ред, през Балканската война работи с капитан Фортунас[6]

### З
- Запрен Стоянов (1884 – ?), опълченец от Македоно-одринското опълчение, четата на Стефан Чавдаров[7]
- Зюбейде ханъм (1857 – 1923), майката на Ататюрк

### Н
- Николаос Константилас (Νικόλαος Κωνσταντίλας), гръцки андартски деец, агент от трети ред, куриер[8]

### П
- Пасхалис Пульос (Πασχάλης Πούλιος), гръцки андартски деец, четник[9]
- Петрос Пендас (Πέτρος Πέντας), гръцки андартски деец, агент от втори ред, убит от дейци на ВМОРО през 1907 година[10]

### Т
- Томас Пульос (Θωμάς Πούλιος), гръцки андартски деец, четник[11]

### Ф
- Фотиос Герембакакис (Φώτιος Γερεμπακάκης), гръцки андартски деец, четник при Андреас Папагеоргиу – Велицас между 1904 и 1908 година[12]

### Х
- Христос Бусьос (Χρήστος Μπούσιος), гръцки андартски деец, агент от втори ред[13]
- Христос Дремлис, гръцки андартски капитан

## Починали в Лъгадина
- Емануил Аргиропулос (1889 – 1913), гръцки инженер и авиатор
- Спиридон Транделис (1926 – 2009), гръцки духовник
- Яни Рамненски (1885 – 1923), гръцки андартски капитан